# Apatelodidae
Gli Apatelodidi (Apatelodidae Neumoegen & Dyar, 1894) sono una famiglia di lepidotteri di medie dimensioni, diffusi in America settentrionale, centrale e meridionale.

## Descrizione
Il corpo è abbastanza robusto e fusiforme, mentre le ali hanno una colorazione di fondo che varia dal bianco al giallo-arancione, fino al brunastro, a seconda della specie.

I dati relativi alla loro fisiologia ed etologia sono piuttosto esigui.

## Distribuzione
L'areale va dal sud degli Stati Uniti d'America al nord dell'America Meridionale.

## Tassonomia

### Sottofamiglie
La famiglia si suddivide in due sottofamiglie, per un totale di sedici generi:
- Sottofamiglia Apatelodinae Neumoegen & Dyar, 1894
  - Genere Anticla Walker, 1855
  - Genere Arotros Schaus, 1892
  - Genere Carnotena Walker, 1865
  - Genere Cheneya Schaus, 1929
  - Genere Colabata Walker, 1856
  - Genere Drepatelodes Draudt, 1929
  - Genere Falcatelodes Draudt, 1929
  - Genere Hygrochroa Hübner, 1823
  - Genere Olceclostera Butler, 1878
  - Genere Prothysana Walker, 1855
  - Genere Tamphana Schaus, 1892
  - Genere Thelosia Schaus, 1896
  - Genere Thyrioclostera Draudt, 1929
  - Genere Zanola Walker, 1855
  - Genere Zolessia Biezanko & Monne, 1968
- Sottofamiglia Epiinae Draudt & Schauss, 1929
  - Genere Epia Hübner, 1820

### Sinonimi
Non sono stati riportati sinonimi.